# Euphyia maximiliana
Euphyia maximiliana là một loài bướm đêm trong họ Geometridae.